# Distretto di Hurungwe
Il distretto di Hurungwe o distretto di Karoi è uno dei 7 distretti che compongono la Provincia del Mashonaland Occidentale, in Zimbabwe. Ha una popolazione di 428.461 abitanti e una superficie di 19.860 Km². Il suo capoluogo è Karoi.

## Demografia
| Censimento (Anno) | Popolazione      |
| ----------------- | ---------------- |
| 2002              | 310.483          |
| 2012              | 357.803 (+1,9%)  |
| 2022              | 428.461 (+2,35%) |